# Blow Up (武田真治の曲)
「Blow Up」（ブロウ・アップ）は、武田真治がサックス奏者としてリリースした1枚目のシングル。1995年4月21日発売。発売元はLOVE LITE。

## 解説
武内享プロデュースによる作品。
作曲は武内、編曲は武内と武田の共作。ホーンアレンジは東京スカパラダイスオーケストラのトロンボーン奏者・北原雅彦と武内の共作。
C/WにはBLAZE、SATOSHI TOMIIEによるリミックス・ヴァージョンを収録。8cmCD、マキシシングル、アナログ盤の3形態でリリースされ、各形態によって収録内容が異なる。

## 収録曲

### 8cmCD
1. Blow Up（5:07）
  - 作曲：武内享／編曲：武内享・武田真治／ホーンアレンジ：武内享・北原雅彦
2. moonlight prayer

### 12cmCD
1. Blow Up（5:07）
  - 作曲：武内享／編曲：武内享・武田真治／ホーンアレンジ：武内享・北原雅彦
2. Blow Up (KLUBHEAD EXTENDED)（6:20）
  - ADDITIONAL PRODUCTION & REMIX：BLAZE
3. Blow Up (THE SATOSHI TOMIE INTERPRETATION)（8:17）
  - REMIX PRODUCER：SATOSHI TOMIIE
4. Blow Up (BIG SAXY THANG)（7:10）
  - REMIX PRODUCER：SATOSHI TOMIIE

### アナログ盤

#### SIDE 1
1. Blow Up（5:07）
  - 作曲：武内享／編曲：武内享・武田真治／ホーンアレンジ：武内享・北原雅彦
2. Blow Up (THE SATOSHI TOMIE INTERPRETATION)（8:17）
  - REMIX PRODUCER：SATOSHI TOMIIE
3. Blow Up (BONELESS BONUS GROOVE)
  - REMIX PRODUCER：SATOSHI TOMIIE

#### SIDE 2
1. Blow Up (BIG SAXY THANG)（7:10）
  - REMIX PRODUCER：SATOSHI TOMIIE
2. Blow Up (HELL DUB)
  - REMIX PRODUCER：SATOSHI TOMIIE

## タイアップ
Blow Up…Panasonic ポータブルビデオCDプレイヤー「ポータブルEDEL」CM曲